# Pim Muda
 (février 2019).
Si vous disposez d'ouvrages ou d'articles de référence ou si vous connaissez des sites web de qualité traitant du thème abordé ici, merci de compléter l'article en donnant les références utiles à sa vérifiabilité et en les liant à la section « Notes et références ».
Pim Muda, né le 11 mars 1978 à Groningue,, est un acteur néerlandais.

## Filmographie

### Cinéma et téléfilms
- 2000 : Goede daden bij daglicht : Sebastian
- 2001 : Russen (nl) : Tex
- 2001 : Baantjer : Kasper ten Bosch
- 2002 : Hartslag (série télévisée) : Jonathan
- 2004 : De Band (nl) : Le certificateur de plaque
- 2004 : In Oranje (nl) : Le rechercher
- 2008 : S1ngle (nl) : Le pianiste
- 2008-2018 : Sinterklaasjournaal (nl) : Peck, le clown
- 2009 : Flikken Maastricht : Roy
- 2010 : De avonturen van Kruimeltje (nl) : Baas Wilkes
- 2011 : Verborgen gebreken (nl) : Sebastiaan van Loon
- 2011 : Van God los (nl) : Le directeur de compte
- 2011 : Alfie le petit loup-garou : Le maître français
- 2011-2014 : Intocht van Sinterklaas (nl) : Peck, le clown
- 2012 : Verborgen verhalen (nl) : Le professeur
- 2016 : Welkom in de jaren 60 (nl) : John Lennon
- 2019 : Het irritante eiland (nl) : Le maire présent